# Modeling and Analysis of Real Time and Embedded systems

Modeling and Analysis of Real Time and Embedded systems ou MARTE est le profil UML normalisé de l'OMG pour l'informatique temps réel embarquée et plus spécifiquement pour la modélisation des systèmes temps-réel et des systèmes cyber-physiques.

## Description
Le langage de modélisation UML a été étendu au domaine du temps réel embarqué (TR/E) au travers de la normalisation d'une extension nommée MARTE. Cette extension a été définie sous la forme d'un profil UML (mécanisme normalisé d'extension du langage) et se décompose principalement en quatre grandes parties :
- une infrastructure définissant les concepts de base nécessaires à la prise en compte des aspects temps-réel embarqués d'une application dans un modèle UML 2.0 ;
- une spécialisation de cette infrastructure de base destinée à l'aspect modélisation, comme la modélisation des plateformes matérielles et logicielles ;
- une spécialisation de l'infrastructure de base destinée à l'analyse quantitative de modèle et plus particulièrement à l'analyse d'ordonnançabilité et de performances ;
- une dernière partie constituée d'annexes définissant entre autres un langage destiné à la description des valeurs dans un modèle et des bibliothèques normalisées de modèles pour le TR/E.

Cette spécification est disponible publiquement sur le site de l'OMG 
et une implémentation open-source est disponible sur le site de l'outil UML 2.0 Papyrus.